# Maria Anna Gottlieb
Maria Anna Gottlieb, född 1745, död 1798, var en österrikisk skådespelare. Hon var engagerad vid Burgtheater i Wien 1765-1798. Hon var främst uppmärksammad i roller som förtrogna i tragedier, hjältinnor och kvinnliga biroller. 